# Gorch Fock (Schiff, 1933)
Die Gorch Fock, in der Literatur bisweilen als Gorch Fock I bezeichnet, ist ein als Bark getakeltes Segelschulschiff. Das 1933 bei Blohm & Voss für die Reichsmarine gebaute Schiff ist nach dem Schriftsteller Gorch Fock benannt. Seit 2003 liegt das nicht seetüchtige Segelschiff im Stralsunder Hafen.

## Namen und Schwesterschiffe
Von 1951 bis Anfang der 1990er Jahre fuhr das Schiff unter dem Namen Tovarishch (russisch Товарищ, deutsch Genosse, deutsche Transkription Towarischtsch, wissenschaftl. Transliteration Tovarišč) in der sowjetischen Handelsmarine.
Die Gorch Fock ist das Typschiff einer Klasse von sechs Segelschulschiffen, zu der auch das 1958 gebaute gleichnamige Segelschulschiff der Deutschen Marine gehört. Zur Unterscheidung der Schiffe werden gelegentlich in Klammern die Baujahre, oder auch in Klammern eine 1 oder 2 angehängt, die aber nicht zum Schiffsnamen gehören.

## Deutsche Marine (1932–1945)

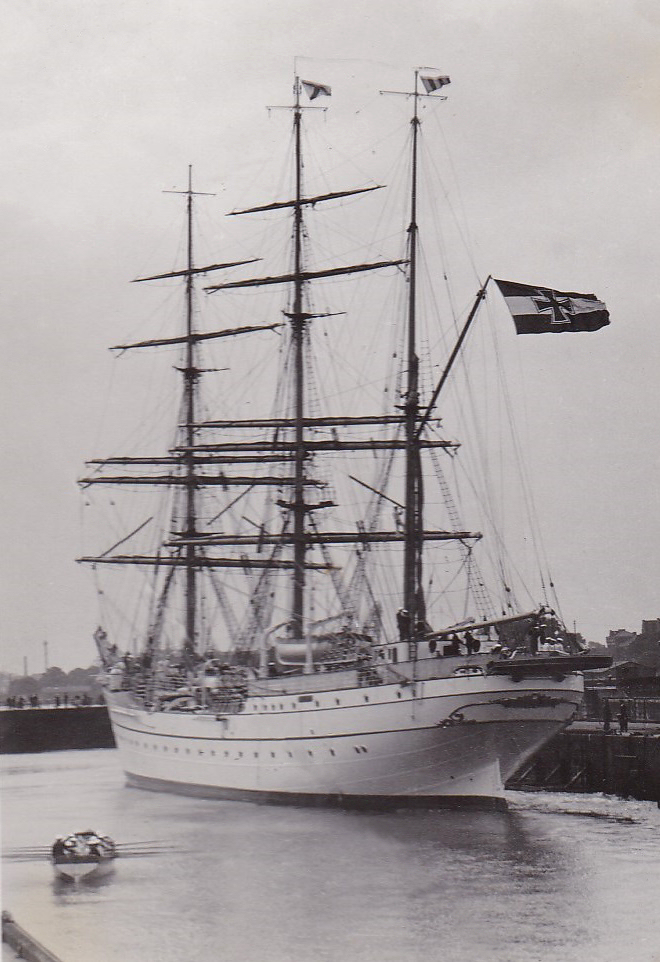
Gorch Fock in der Seeschleuse Wilhelmshaven (1934)

Auftraggeber für den Bau des Schiffs war die deutsche Reichsmarine, die einen Ersatz für die Niobe benötigte. Unter der Nummer 495 wurde der Bau am 2. Dezember 1932 bei Blohm & Voss in Auftrag gegeben. Der Flottenbund Deutscher Frauen und der Deutsche Flottenverein hatten eine „Volksspende Niobe“ angeregt, die für den Bau verwendet wurde. Nach 100 Tagen Bauzeit wurde das Schiff am 3. Mai 1933 auf den Namen von Gorch Fock getauft. Taufpatin war Marie Fröhlich, die Vorsitzende des Flottenbundes Deutscher Frauen. Die Taufrede hielt der Chef der Marineleitung, Admiral Erich Raeder. Am 27. Juni 1933 wurde das Schiff in Dienst gestellt. Neun Offiziere und 56 Unteroffiziere und Mannschaften bildeten die Stammbesatzung. Das Schiff bot Platz für 198 Seekadetten. Diverse Ausbildungsfahrten führten das Schiff auch ins Ausland. Eine Abordnung der Gorch Fock nahm u. a. am 13. August 1934 an der Gedenkfeier für die im November 1917 gefallene deutsche Besatzung von UC 57 teil. Bei einer Feier auf Hamnskär wurde ein Gedenkstein enthüllt.
Ab 7. November 1935 fuhr die Gorch Fock unter der neuen Reichskriegsflagge. Heimathafen wurde Stralsund. 1937 erhielt das Schiff am Besanmast eine zusätzliche Gaffel und teilte damit die Beseglung in die neuen Segel Nr. 21 und 22. Diese Maßnahme wurde bei der Horst Wessel noch vor dem Stapellauf umgesetzt, weil diese Form sich bei der Gorch Fock bewährt hatte.
Seit 1939 wurden die Gorch Fock und ihre beiden Schwesterschiffe Horst Wessel und Albert Leo Schlageter vor allem als stationäre Wohnschiffe und nur noch wechselnd als Ausbildungsschiffe genutzt. So lag die Gorch Fock 1942 in Swinemünde und im April 1944 in Kiel als Wohnschiff. Am 24. April 1944 wurde die Gorch Fock von Kiel nach  Rügen geschleppt. Vor Lauterbach wurde der Anker geworfen. Das Schiff unterstand dem 1. Schiffstammregiment in Stralsund. Die beiden Schwesterschiffe befuhren zu Ausbildungszwecken die Ostsee und den Greifswalder Bodden. Am 1. Oktober 1944 wurde die Gorch Fock in den Stralsunder Hafen verholt; wegen der schlechten Heizmöglichkeiten wurde das Schiff zuerst von einem Dampfprahm und später von einer Lokomotive beheizt.
Im Frühjahr 1945 näherte sich die Rote Armee Stralsund. Die Bark wurde am 9. März 1945 aus dem Hafen zu einem Liegeplatz vor der Halbinsel Drigge geschleppt. Ungeklärt ist bis heute, weshalb das Schiff nicht zur Verlegung von Soldaten in Richtung Westen eingesetzt wurde. Am 27. April 1945 wurde die Gorch Fock außer Dienst gestellt und teilweise abgetakelt. Die Ausrüstung wurde in Bootsschuppen auf dem Dänholm eingelagert. An Bord des Schiffes blieb nur eine kleine Mannschaft unter Führung von Oberbootsmannsmaat Karl Köhnke. Wahrscheinlich auf einer Lagebesprechung am 29. April 1945, auf der das Näherkommen der Roten Armee und chaotische Zustände in Stralsund und auf allen Zufahrtsstraßen festgestellt wurden, beschloss man die Versenkung der Gorch Fock, um sie nicht der Sowjetarmee zu überlassen. Bereits am 30. April 1945 stand eine Vorausabteilung der Sowjetarmee in Sichtweite der Gorch Fock vor Devin. Gegen 12:30 Uhr dieses Tages erfolgte ein Beschuss durch die auf Höhe Devin stehenden sowjetischen Panzer. Die Gorch Fock erhielt während des 45-minütigen Beschusses drei Granattreffer, wobei Takelage und Rumpf leicht beschädigt wurden. Von deutscher Seite aus war am Morgen desselben Tages Sprengstoff an Bord gebracht worden. Dieser wurde mittels Zündschnüren gezündet. Das Schiff sank um 14 Uhr auf der Position 54° 17′ 28″ N, 13° 8′ 22″ O im Strelasund, mit stehenden Masten noch gut sichtbar.
Kommandanten des Schiffs waren Kapitän zur See Raul Mewis, Korvettenkapitän August Thiele (ab 27. März 1935), Korvettenkapitän Bernhard Rogge (Dezember 1936), Fregattenkapitän Otto Kähler (März 1938 bis September 1939) und Kapitänleutnant Wilhelm Kahle. Bekannte Besatzungsangehörige waren Herwig Collmann, Günter Luther (1939 als Offiziersanwärter), Karl H. Peter, Erich Topp (1934 als Kadett) und Karl-Adolf Zenker (1933–1934 und 1936–1938 als Offizier).

## Sowjetische Marine (1945–1990)

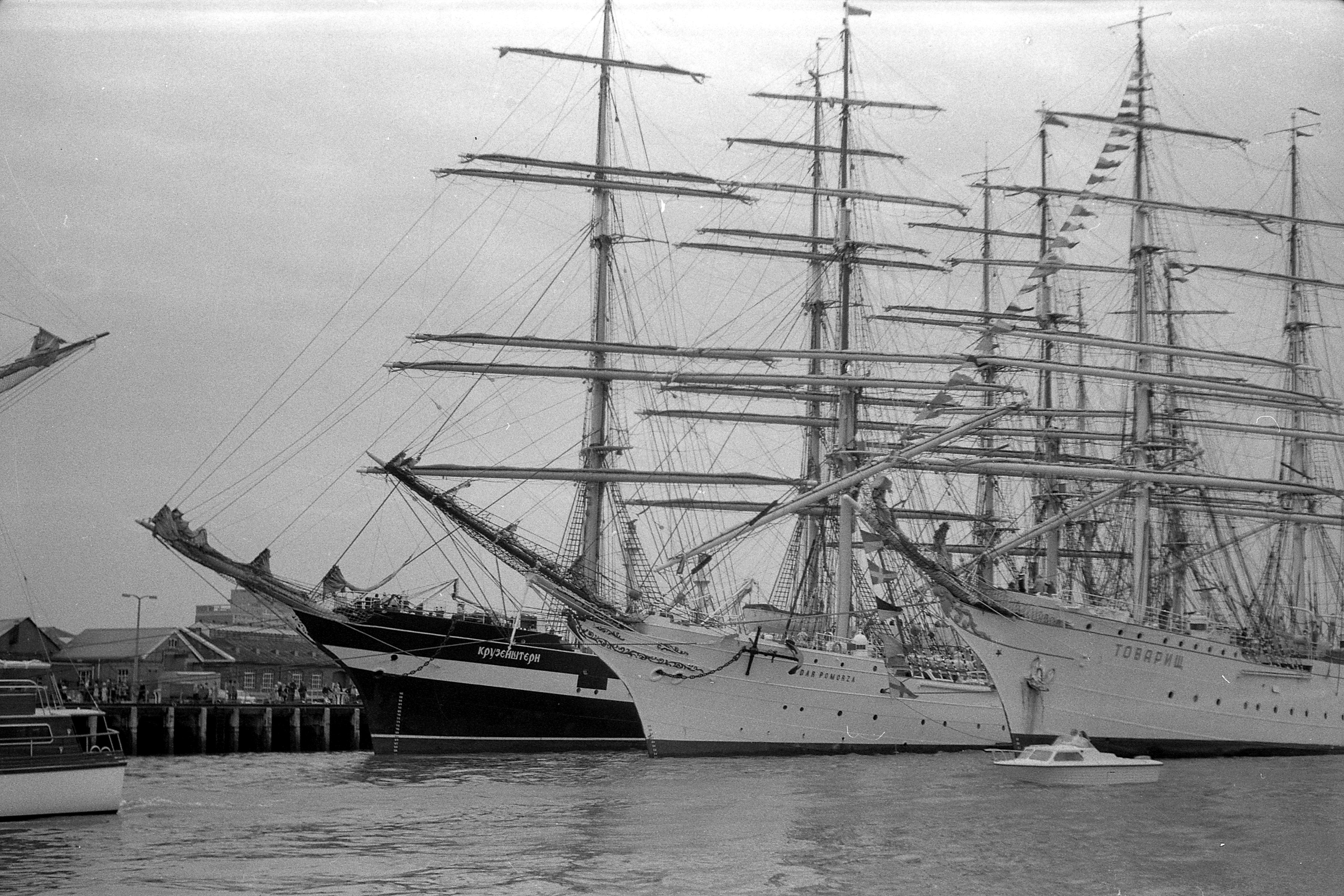
Towarischtsch (rechts) mit Kruzenshtern und Dar Pomorza in Portsmouth Harbor (1974)

Nach dem Ende des Krieges wurde die Gorch Fock als Reparationsleistung der Sowjetunion zugesprochen. Den Auftrag zur Schiffshebung erhielt das Stralsunder Unternehmen „B. Staude Schiffsbergung“; die Bergungskosten wurden mit 450.000 Reichsmark veranschlagt. Das Schiff sollte entgegen bisherigen Gepflogenheiten mit stehenden Masten geborgen werden. Im März 1947 begann man mit den Arbeiten.
Da das kleine Stralsunder Unternehmen den Aufgaben nicht gewachsen war, gründete man am 12. Mai 1947 eigens das „Bergungskontor“ als Landesgesellschaft in Stralsund. Im Juni 1947 wurde das Schiff gehoben. Es wurde nach Stralsund gebracht und gereinigt, wobei das Inventar an Bord einer Schute gebracht und später im Greifswalder Bodden versenkt wurde. Die Gesamtkosten für Bergung und Reinigung betrugen letztlich 800.000 RM. Im Herbst 1947 wurde das Schiff zur Neptun-Werft in Rostock überführt. Dort sowie in Wismar wurde das Schiff repariert. In Wismar erhielt das Schiff im September 1949 den Namen Товарищ (Towarischtsch, zu deutsch: „Kamerad“ oder „Genosse“).
Am 15. Juni 1951 wurde sie als Segelschulschiff der Sowjetischen Marine mit Heimathafen Cherson am Dnepr in Dienst gestellt. Die Towarischtsch unternahm 1957 eine Weltreise und gewann 1974 und 1976 jeweils die Operation Sail.
Der Messingring, der das große hölzerne Steuerrad stabilisiert, wurde andersherum eingebaut, sodass während der gesamten Einsatzzeit des Schiffes der auf dem Messingring eingravierte Name und das traditionelle Motto der deutschen Streitkräfte „Gott mit uns“ auf der dem Holz des Steuerrades zugewandten Seite stand.
Unter sowjetischer Flagge ist das Schiff im Film Das purpurrote Segel („Алые паруса“) zu sehen.

## Ukrainische Handelsmarine (1991–1999)
Nach der Auflösung der Sowjetunion ging das Schiff 1991 in das Eigentum der Ukraine und ihrer Handelsmarine über; wegen Geldmangels wurde es 1993 deaktiviert. 1995 segelte sie zum letzten Mal, diesmal von Cherson nach Newcastle upon Tyne, wo private Sponsoren das Schiff reparieren wollten. Dieses Unterfangen scheiterte an den hohen Kosten.
1999 schließlich wurde die Towarischtsch, inzwischen in relativ schlechtem Zustand, mit Unterstützung des deutschen Vereins Tall-Ship Friends nach Wilhelmshaven gebracht, wo sie als Flaggschiff der Expo 2000 diente.

## Als Museumsschiff in Stralsund

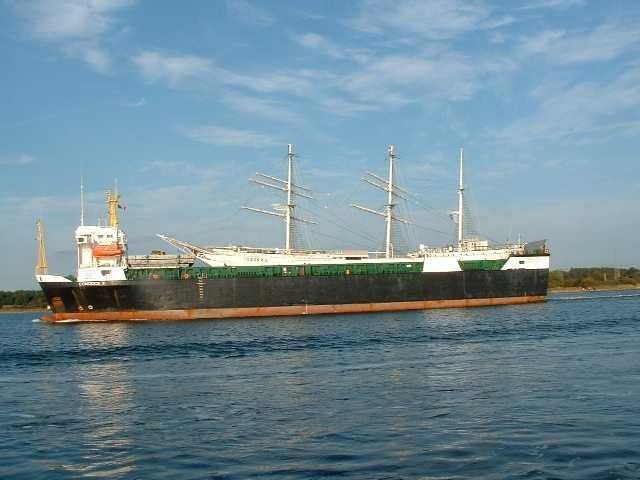
Überführung nach Stralsund mit dem Dockschiff Condock V (Oktober 2003)

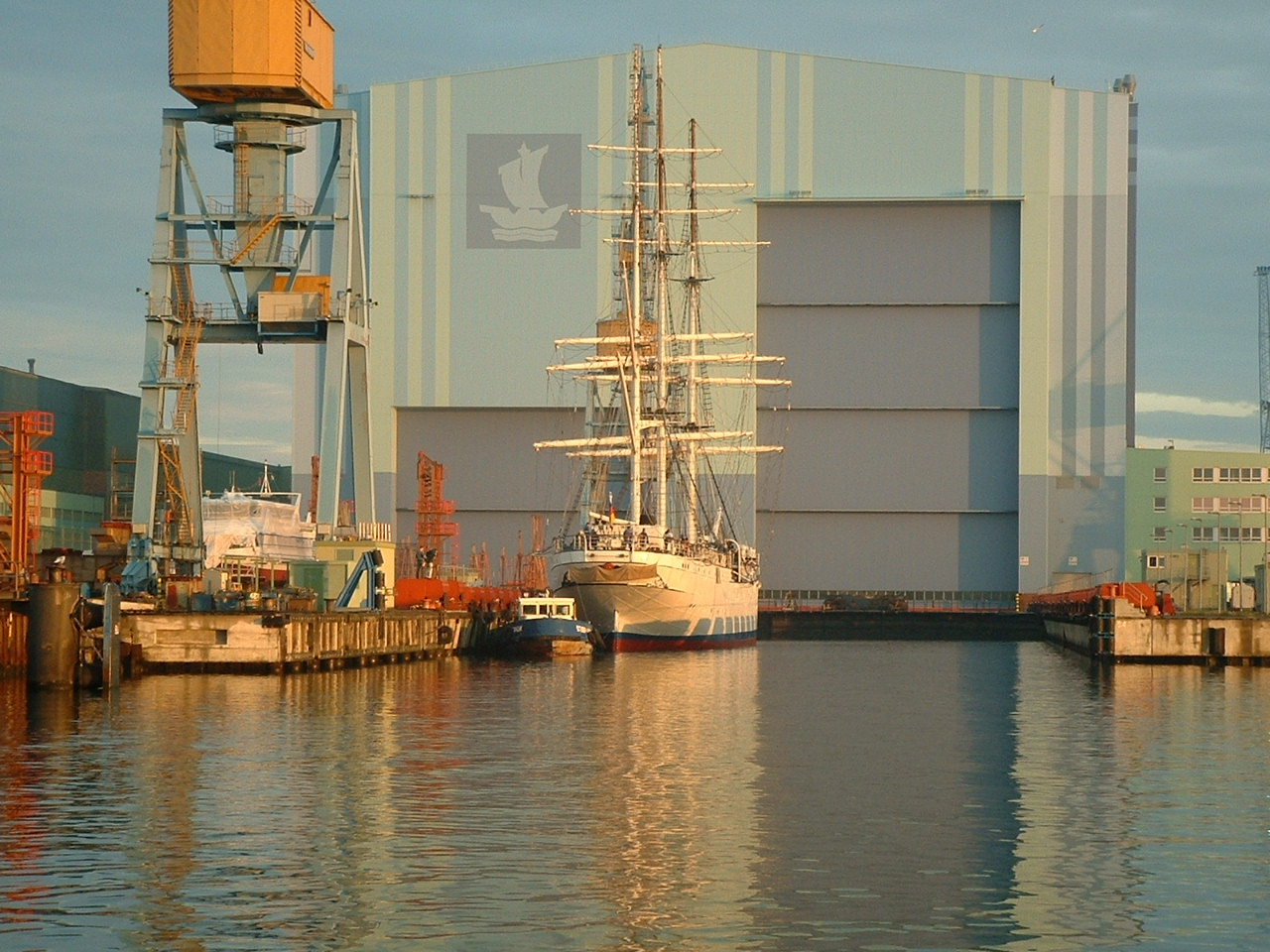
Gorch Fock vor der Volkswerft (29. November 2003)

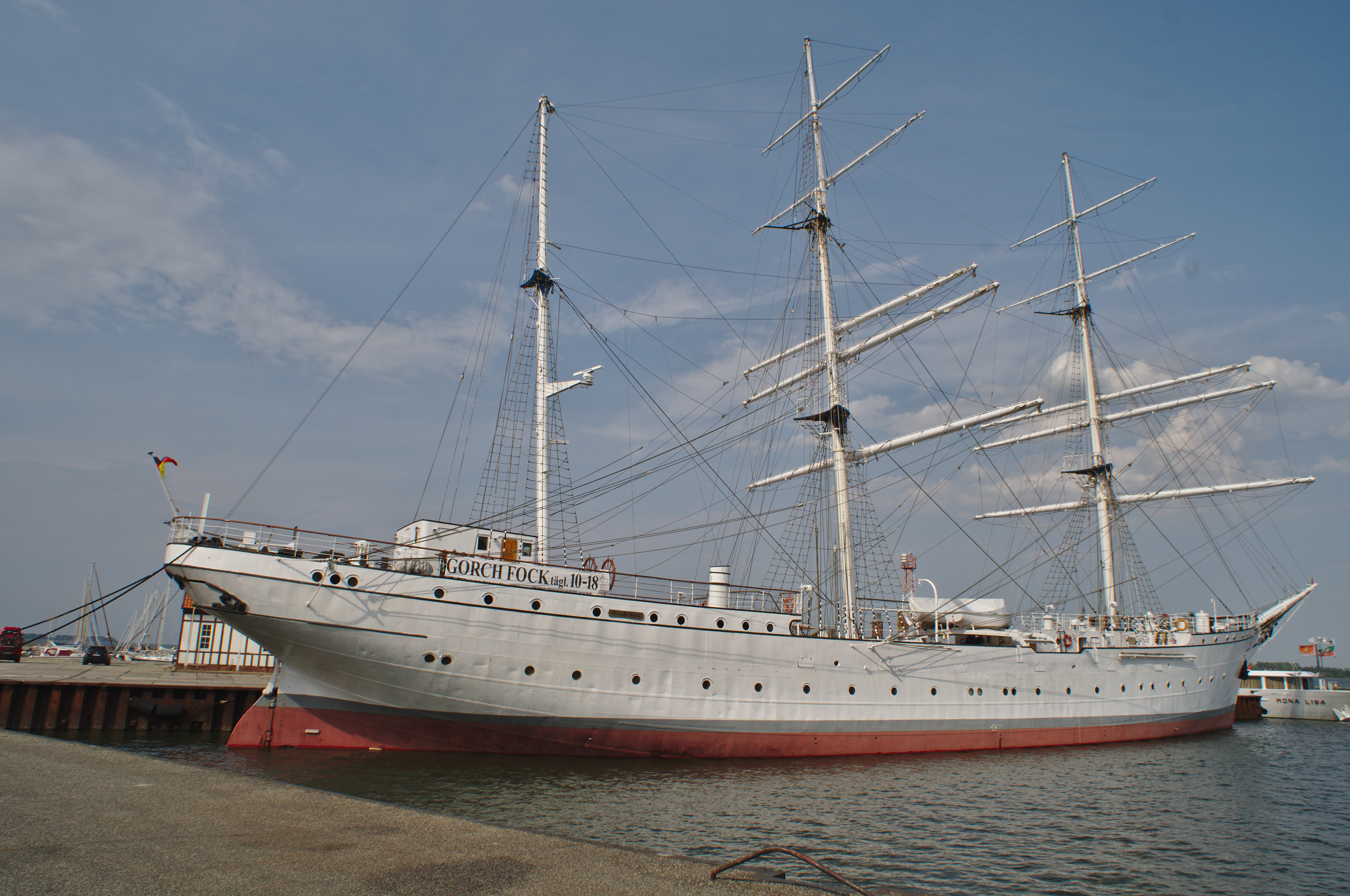
Museumsschiff Gorch Fock in Stralsund (2018)

Nachdem der letzte Liegeplatz der Gorch Fock bis 1945 Stralsund gewesen war, kehrte sie im Jahr 2003 dorthin zurück und liegt, nunmehr wieder unter ihrem ursprünglichen Namen, im Stralsunder Stadthafen an der sogenannten „Ballastkiste“.
Im Jahr 2003 hatte der Verein „Tall-Ship Friends“ das Schiff vom ukrainischen Bildungsministerium erworben. Der Verein nahm ein Angebot der Stadt Stralsund an, die Gorch Fock wieder in ihrem alten Heimathafen festzumachen. Nach zuvor schon vierjährigen Reparaturarbeiten in Wilhelmshaven wurde das Schiff im Oktober 2003 mit dem Dockschiff Condock V nach Stralsund überführt; die Transportkosten betrugen 100.000 Euro. In der Volkswerft Stralsund wurde die Schwimmsicherheit wiederhergestellt und das Schiff am 29. November 2003 im Beisein eines Enkels des Namensgebers und tausender Stralsunder auf seinen alten Namen Gorch Fock getauft. Der Eignerverein „Tall-Ship Friends“ ging von einem finanziellen Bedarf von mehreren Millionen Euro aus, um das Schiff wieder in Betrieb setzen zu können, war jedoch zuversichtlich, dieses Geld durch Spenden und Eintrittsgelder zusammenzubringen. Neben dem erforderlichen Finanzbedarf für Instandsetzung und Restaurierung besteht das Problem darin, dass die Gorch Fock mit ihrer Länge von deutlich mehr als 55 Metern aufgrund geltender Rechtslage nicht unter den Regelungen der Traditionsschiffverordnung, sondern nur als Schiff nach den regulären Bedingungen der Internationalen Seeschifffahrts-Organisation (IMO) wieder in Dienst gestellt werden könnte.
Im Jahr 2004 begannen die Instandsetzungs- und Restaurierungsarbeiten. Der Förderverein Gorch Fock richtete mit Arbeitsbeschaffungsmaßnahmen der Bundesagentur für Arbeit ein Schiffsmuseum an Bord ein, alle Kabinen in den Zwischendecks wurden demontiert, unbrauchbare Technik wurde entsorgt und eine Kombüse wurde neu aufgebaut. Die Gorch Fock wurde unter der Nummer 3675 im zuständigen Schiffsregister mit Heimathafen Stralsund eingetragen. 2005 wurde der Maschinenraum komplett ausgeräumt und es wurden vier Hilfsdieselmotoren mit je 180 PS Leistung angeschafft. Im Jahr 2005 waren die Demontagearbeiten abgeschlossen, 37.000 Personen besuchten das Schiff. Im November 2008 wurde das Schiff auf der Volkswerft Stralsund auf schadhafte Stellen geprüft. 200 Quadratmeter Stahl wurden verwendet, um Schäden unter und über der Wasserlinie zu beheben; der Anstrich des Rumpfes wurde erneuert. Im November 2009 wurde mit der Sanierung der Decks der Gorch Fock begonnen. Von den 250 Quadratmetern Hüttendeck (das hintere erhöhte Deck) wurden 60 Quadratmeter durch neue Stahlplatten ersetzt.
Im März 2010 war der Rückbau des 82 Meter langen Schiffes sichtbar fortgeschritten. Für einen Betrieb wurde eine Fahrgenehmigung unter deutscher Flagge für die Ostsee angestrebt, was nach Auskunft des Germanischen Lloyd und der See-Berufsgenossenschaft möglich sei, ebenso sei die Klassenaufnahme beantragt. Für die Fertigstellung für Tagesbetrieb und die Fahrgenehmigung wurden rund vier Millionen Euro benötigt. Mit den Einnahmen aus Tagesfahrten in der Ostsee sollte der weitere Ausbau des Schiffs für mehrtägige Fahrten mit Trainees erfolgen, wofür rund drei Millionen Euro veranschlagt waren. Ob das Schiff wieder in See stechen oder stationär im Stadthafen von Stralsund bleiben würde, hing davon ab, ob die erforderlichen Gelder zumindest für den ersten Planungsschritt hereingebracht werden konnten. Neben der entgeltlichen Schiffsbesichtigung wurden daher auch „Riggtrainings“ durchgeführt und die Räumlichkeiten an Bord für Veranstaltungen und Feiern vermietet. Darüber hinaus diente das Schiff als Veranstaltungsort für standesamtliche Trauungen und daran anschließende Hochzeitsfeiern.
Bei den Restaurierungsarbeiten wurde der originale, das hölzerne Steuerrad stabilisierende, Messingring wieder umgedreht, so dass nun wieder der dort eingravierte Name und der Spruch der deutschen Marine „Gott mit uns“ zu lesen ist.
Die Besucherzahlen waren im Jahr 2011 stark rückläufig gegenüber dem Vorjahr; im Sommer 2011 besuchten 10.000 Menschen weniger als im Vorjahr das Schiff, was einen Einnahmerückgang von 40.000 Euro bedeutete.

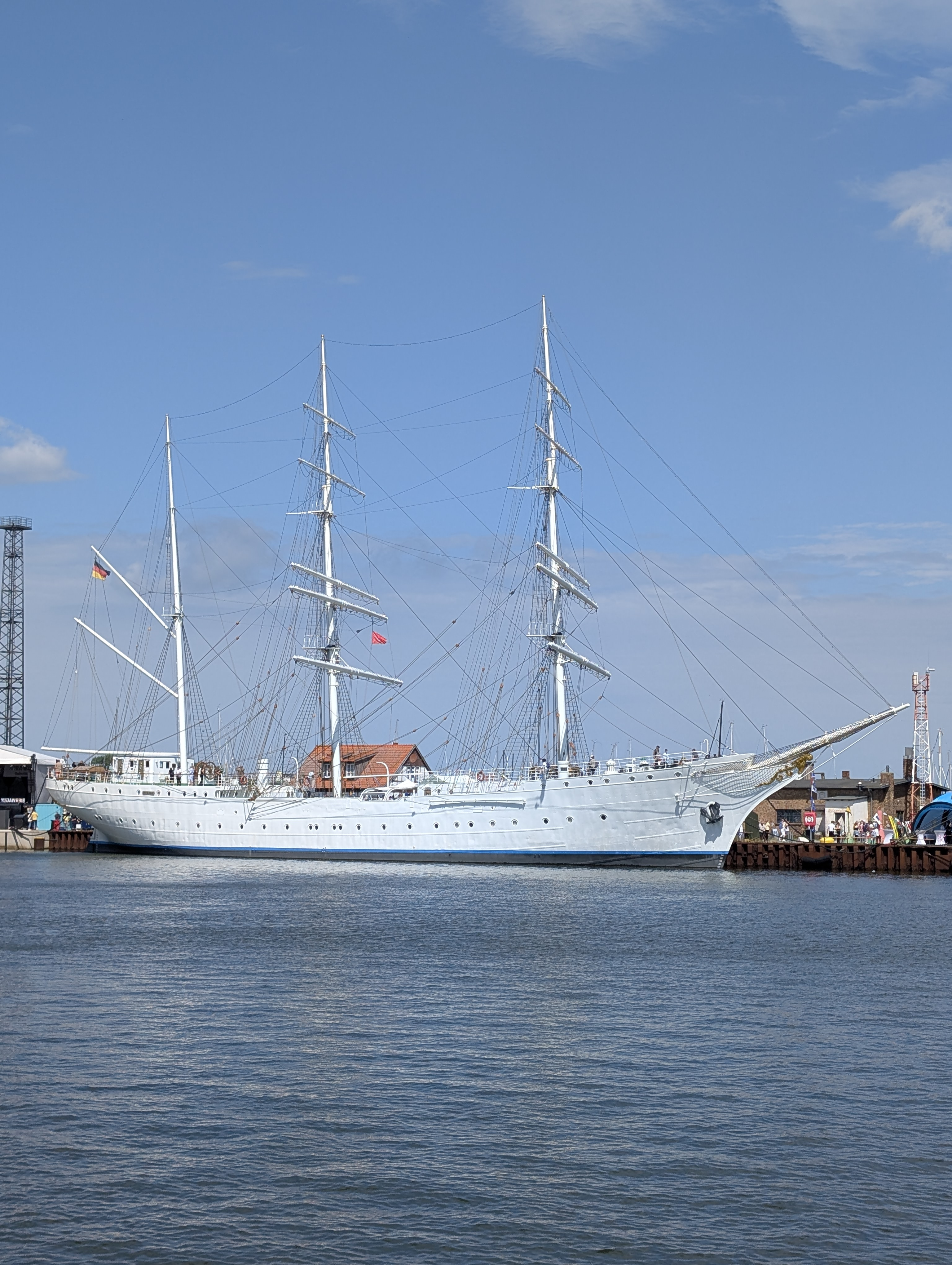
Die Gorch Fock im Juni 2025 in Stralsund

Am 28. März 2014 gab die Stadt Stralsund bekannt, man wolle mit dem Eignerverein „Tall-Ship Friends“ Gespräche über einen Verkauf der Bark an die Stadt führen; zuvor hatte es oft geheißen, dass die Bark nach Rostock umziehen könnte. Am 1. März 2016 wurde das Schiff in die Liste der beweglichen Denkmale in Stralsund aufgenommen. Im September 2018 berichtete die Stralsunder Ostsee-Zeitung im Zusammenhang mit den Kaufplänen der Stadt, dass inklusive der notwendigen Sanierung fast acht Millionen Euro aufgebracht werden müssten. Am 8. November 2018 sprach sich die Stralsunder Bürgerschaft dafür aus, das Schiff zu kaufen. Die Stadt ging von einem Kaufpreis von 950.000 Euro aus. Die im Jahr 2015 erneuerte Schwimmfähigkeitsbescheinigung lief im Jahr 2020 ab. Im Februar 2021 kündigte die Stadt nochmals an, die Gorch Fock zu kaufen, die mit 10,6 Millionen Euro veranschlagte Sanierung sollte ausschließlich aus Fördermitteln bewältigt werden. Im September 2022 gab Anna Kassautzki (MdB) bekannt, die Bundesregierung würde die Sanierung mit Mitteln aus dem Projekt KulturInvest mit 13.541.721 Euro für die Grundsanierung und zum Ausbau zum begehbaren barrierefreien Museumsschiff fördern; Voraussetzung sei ein Besitzübergang an die Stadt. Am 26. Januar 2023 lehnte die Bürgerschaft der Stadt einen Kauf des Schiffs indes ab. In der Sitzung am 23. Februar 2023 wurde dem Kauf dann doch zugestimmt. Ab Juni 2023 wurde es in Stralsund auf der Werft Fosen auf dem Volkswerft-Gelände repariert mit dem Ziel der Wiederherstellung der Schwimmfähigkeit und der Sicherung der Stand- und Funktionssicherheit der Takelage. Die Kosten beliefen sich auf 8,3 Millionen Euro. Seit dem 19. Mai 2024 liegt die Gorch Fock wieder festgemacht im Stralsunder Hafen. Im zweiten Sanierungsabschnitt, für den der Bund 13,5 Millionen Euro bereitstellt, soll ab Ende 2025 der Innenausbau des Schiffs durchgeführt werden.